# Immo Fritzsche
Immo Fritzsche (Döcklitz, 16 dicembre 1918 – Dolyns'ka, 14 dicembre 1943) è stato un militare e aviatore tedesco che prestò servizio nella Luftwaffe durante e dopo la seconda guerra mondiale. Durante la sua carriera ha svolto 700 missioni di combattimento  nei Balcani e sul fronte orientale conseguendo anche una vittoria aerea.

## Biografia

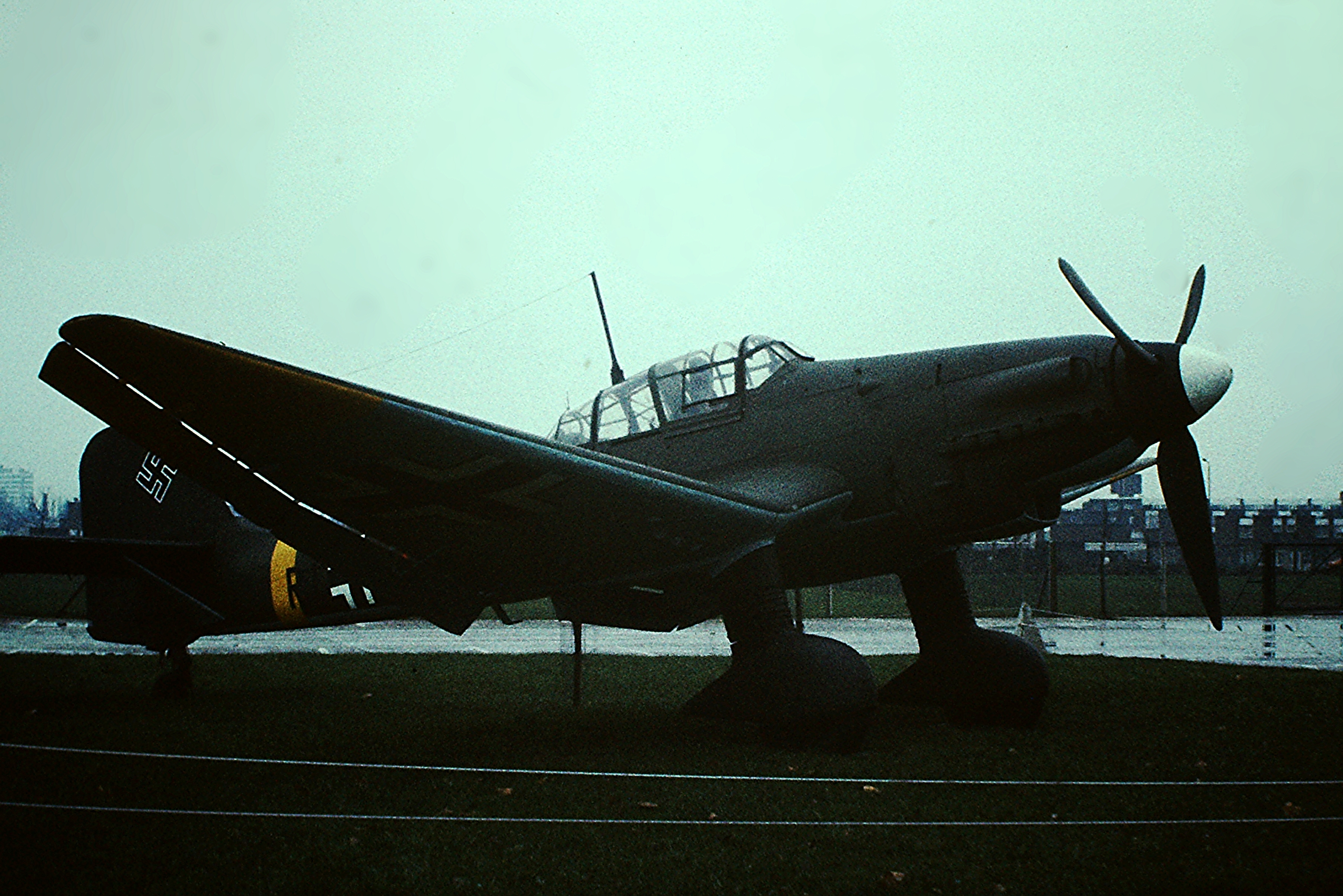
Un cacciabombardiere Junkers Ju 87D-5 Stuka fotografato a terra.

Nacque a Döcklitz , vicino alla città di Querfurt in Sassonia-Anhalt, il 16 dicembre 1918. Si conosce poco della parte iniziale della sua carriera militare, e non è nemmeno noto l'anno in cui si arruolò della Luftwaffe, così come molte delle unità in cui ha prestato servizio in guerra.
Compì la sua prima missione di combattimento durante la campagna balcanica contro la Jugoslavia e la Grecia (aprile-maggio 1941) come pilota dell'8./St.G 2 "Immelmann" (Stukageschwader 2). Dopo l'inizio dell'Operazione Barbarossa si distinse sul fronte orientale nei durissimi combattimenti dell'autunno 1942 e dell'inverno 1942-1943, quando operò in sostegno delle truppe tedesche.
Nell'autunno del 1942 divenne Staffelführer della sua unità, subordinata allo Stukageschwader 77 (St.G 77). Tra la fine del 1942 e l'inizio del 1943 fu nominato Staffelkapitän della 8./St.G 2, in seguito ridenominata 8./SG 2 (8ª Staffel dello Schlachtgeschwader 2). Il 16 aprile 1943, dopo aver completato un totale di 500 missioni di combattimento, con il grado di oberleutnant fu insignito della Croce di Cavaliere della Croce di Ferro (Ritterkreuz des Eisernen Kreuzes).
Il 2 ottobre 1943 la sua Staffel fu incaricata di eseguire un attacco contro le posizioni sovietiche. Il suo Junkers Ju 87D-5 Stuka fu gravemente danneggiato da un caccia nemico, costringendo l'equipaggio ad abbandonare l'aereo sul territorio russo. Durante il salto per abbandonare il velivolo il paracadute del suo Bordfunker colpì lo stabilizzatore orizzontale dell'aereo in fiamme, impigliandosi irrimediabilmente. Egli riuscì ad atterrare in emergenza e fu tratto successivamente in salvo dal velivolo dell'oberfeldwebel Wilhelm Joswig del 9./SG 2. Completò la sua 700ª missione di combattimento nell'autunno del 1943.
Il 13 dicembre 1943 il suo velivolo venne colpito dal fuoco dell'artiglieria contraerea, ed egli rimase gravemente ferito ad una gamba, mentre attaccava una posizione di fanteria sovietica a 1 km a nord-est da Shiroskaya, vicino a Kiev. Sopravvissuto all'atterraggio a causa della gravità delle ferite riportate  si spense il giorno successivo presso l'ospedale da campo di Dolinskaya, a 50 km a nord-ovest di Krivoi Rog. Fu promosso postumo al grado di hauptmann.

### Fonti
1. 1 2 3 4 5 6 7 8 9 10 11  Luftwaffe 39-45.
2. 1 2 3 4  Traces of War.